# Radical 142
El radical 142, representado por el carácter Han 虫, es uno de los 214 radicales del diccionario de Kangxi. En mandarín estándar es llamado 虫部, (chóng bù, ‘radical «insecto»’); en japonés es llamado 虫部, きぶ (kibu), y en coreano 훼 (hwe). En los textos occidentales es conocido como «radical “serpiente”», «radical “gusano”» o  «radical “insecto”».
El radical «insecto» puede aparecer en diversas posiciones dentro de los caracteres que clasifica. En muchos casos aparece en el lado izquierdo (por ejemplo en 虬), en otros casos aparece en la parte inferior (por ejemplo en 蚤) y en algunos pocos casos en el lado derecho (por ejemplo en 蝕).
Los caracteres clasificados bajo el radical 142 suelen tener significados relacionados con los reptiles o con muchos animales invertebrados, como artrópodos, anélidos, etc.; también en algunos casos con los anfibios. Como ejemplo de lo anterior se encuentran 蜂, ‘abeja’; 蟹, ‘cangrejo’; 蛇, ‘serpiente’; 蛙, ‘rana’.

## Nombres populares
- Mandarín estándar: 虫字旁, chóng zì páng, ‘carácter «insecto» en un lado’; 虫字底, chóng zì dǐ, ‘carácter «insecto» en la parte inferior’.
- Coreano: 벌레훼부, beolle hwe bu, ‘radical hwe-gusano’.
- Japonés:　虫（むし）, mushi, ‘insecto’; 虫偏（むしへん）, mushihen, ‘«insecto» en el lado izquierdo del carácter’.[1]
- En occidente: radical «insecto», radical «gusano», radical «serpiente».

## Galería
| Estilos antiguos                                 | Estilos antiguos                  | Estilos antiguos                        | Estilos antiguos                   | Estilos antiguos                   | Estilos empleados actualmente       | Estilos empleados actualmente  | Estilos empleados actualmente    | Estilos empleados actualmente   | Estilos empleados actualmente  |
|                                                  |                                   |                                         |                                    |                                    |                                     | 虫                             | 虫                               |                                 |                                |
| 甲骨文 jiǎgǔwén (escritura de huesos oraculares) | 金文 jīnwén (escritura de bronce) | 简帛 jiǎnbó (escritura de bambú y seda) | 篆文 zhuànwén (escritura de sello) | 篆文 zhuànwén (escritura de sello) | 隸書 lìshū (estilo de los escribas) | 楷書 kǎishū (estilo regular)   | 楷書 kǎishū (estilo regular)     | 行書 xǐngshū (estilo corriente) | 草書 cǎoshū (estilo de hierba) |
| 甲骨文 jiǎgǔwén (escritura de huesos oraculares) | 金文 jīnwén (escritura de bronce) | 简帛 jiǎnbó (escritura de bambú y seda) | 大篆 dàzhuàn (sello grande)        | 小篆 xiǎozhuàn (sello pequeño)     | 隸書 lìshū (estilo de los escribas) | 繁體／繁体 fántǐ (tradicional) | 简体／簡體 jiǎntǐ (simplificado) | 行書 xǐngshū (estilo corriente) | 草書 cǎoshū (estilo de hierba) |

## Caracteres con el radical 142
| trazos | carácter |
| ------ | --- |
| + 0    | 虫 |
| + 1    | 虬 |
| + 2    | 虭 虮 虯 虰 虱 虲 |
| + 3    | 虳 虴 虵 虶 虷 虸 虹 虺 虻 虼 虽 虾 虿 蚀 蚁 蚂 蚃 |
| + 4    | 蚄 蚅 蚆 蚇 蚉 蚊 蚋 蚌 蚍 蚎 蚏 蚐 蚑 蚒 蚓 蚔 蚕 蚖 蚗 蚘 蚙 蚚 蚛 蚜 蚝 蚞 蚟 蚠 蚡 蚢 蚣 蚤 蚥 蚦 蚧 蚨 蚩 蚪                                              |
| + 5    | 蚫 蚬 蚭 蚮 蚯 蚰 蚱 蚲 蚳 蚴 蚵 蚶 蚷 蚸 蚹 蚺 蚻 蚼 蚽 蚾 蚿 蛀 蛁 蛂 蛃 蛄 蛅 蛆 蛇 蛈 蛉 蛊 蛋 蛌 蛍 蛎 蛏                                                 |
| + 6    | 蚈 蛐 蛑 蛒 蛓 蛔 蛕 蛖 蛗 蛘 蛙 蛚 蛛 蛜 蛝 蛞 蛟 蛠 蛡 蛢 蛣 蛤 蛥 蛦 蛧 蛨 蛩 蛪 蛫 蛬 蛭 蛮 蛯 蛰 蛱 蛲 蛳 蛴                                              |
| + 7    | 蛵 蛶 蛷 蛸 蛹 蛺 蛻 蛼 蛽 蛾 蛿 蜀 蜁 蜂 蜃 蜄 蜅 蜆 蜇 蜈 蜉 蜊 蜋 蜌 蜍 蜎 蜏 蜐 蜑 蜒 蜓 蜔 蜕 蜖 蜗 蝆                                                    |
| + 8    | 蜘 蜙 蜚 蜛 蜜 蜝 蜞 蜟 蜠 蜡 蜢 蜣 蜤 蜥 蜦 蜧 蜨 蜩 蜪 蜫 蜬 蜭 蜮 蜯 蜰 蜱 蜲 蜳 蜴 蜵 蜶 蜷 蜸 蜹 蜺 蜻 蜼 蜽 蜾 蜿 蝀 蝁 蝂 蝃 蝄 蝅 蝇 蝈 蝊 蝋 蝕       |
| + 9    | 蝉 蝌 蝍 蝎 蝏 蝐 蝑 蝒 蝓 蝔 蝖 蝗 蝘 蝙 蝚 蝛 蝜 蝝 蝞 蝟 蝠 蝡 蝢 蝣 蝤 蝥 蝦 蝧 蝨 蝩 蝪 蝫 蝬 蝭 蝮 蝯 蝰 蝱 蝲 蝳 蝴 蝵 蝶 蝷 蝸 蝹 蝺 蝻 蝼 蝽 蝾 蝿 螀 |
| + 10   | 螁 螂 螃 螄 螅 螆 螇 螈 螉 螊 螋 螌 融 螎 螏 螐 螑 螒 螓 螔 螕 螖 螗 螘 螙 螚 螛 螜 螝 螞 螟 螠 螡 螢 螣 螤 螥 螦 螧 螨 螩                                     |
| + 11   | 螪 螫 螬 螭 螮 螯 螰 螱 螲 螳 螴 螵 螶 螷 螸 螹 螺 螻 螼 螽 螾 螿 蟀 蟁 蟂 蟃 蟄 蟅 蟆 蟇 蟈 蟉 蟊 蟋 蟌 蟍 蟎 蟏 蟐 蟑 蟒                                     |
| + 12   | 蟓 蟔 蟕 蟖 蟗 蟘 蟙 蟚 蟛 蟜 蟝 蟞 蟟 蟠 蟡 蟢 蟣 蟤 蟥 蟦 蟧 蟨 蟩 蟪 蟫 蟬 蟭 蟮 蟯 蟰 蟱 蟲 蟳 蟴 蟵                                                       |
| + 13   | 蟶 蟷 蟸 蟹 蟺 蟻 蟼 蟽 蟾 蟿 蠀 蠁 蠂 蠃 蠄 蠅 蠆 蠇 蠈 蠉 蠊 蠋 蠌 蠍 蠎 蠏                                                                                  |
| + 14   | 蠐 蠑 蠒 蠓 蠔 蠕 蠖 蠗 蠘 蠙 |
| + 15   | 蠚 蠛 蠜 蠝 蠞 蠟 蠠 蠡 蠢 蠣 蠤 蠴 |
| + 16   | 蠥 蠦 蠧 蠨 蠩 蠪 蠫 蠬 |
| + 17   | 蠭 蠮 蠯 蠰 蠱 蠲 蠳 |
| + 18   | 蠵 蠶 蠷 蠸 蠹 蠺 |
| + 19   | 蠻 |
| + 20   | 蠼 |
| + 21   | 蠽 蠾 |
| + 22   | 蠿 |